# Sjuzanna Valodz'ka
Sjuzanna Sergeevna Valodz'ka (in bielorusso Сюзанна Сяргееўна Валадзько?; Mahilëŭ, 17 agosto 2000) è una sollevatrice bielorussa medagliata europea, che gareggia nella categoria dei pesi massimi leggeri.

## Carriera
A livello nazionale, ai campionati bielorussi si classifica al terzo posto nel 2015, al secondo posto nel 2016 e al primo posto nel 2018, aggiudicandosi inoltre due Coppe della Bielorussia nel 2018 e nel 2019.
A livello internazionale, gareggiando con gli atleti individuali neutrali, ai campionati mondiali di Riad del 2023 si classifica al sesto posto, mentre ai campionati europei di Sofia del 2024 vince la medaglia d'argento nel totale, nonché quella di bronzo nello strappo e quella d'oro nello slancio. Ai campionati europei di Chișinău del 2025 vince la medaglia di bronzo nel totale, nonché quella d'argento nello slancio.
Dopo essersi classificata decima alla Coppa del Mondo del 2024 svoltasi a Phuket, nel giugno 2024 viene ufficializzata la sua partecipazione come atleta individuale neutrale ai Giochi olimpici di Parigi del 2024, insieme a Jaŭhen Cichancoŭ, classificandosi al quarto posto dietro alla statunitense Olivia Reeves, alla colombiana Mari Sánchez e all'ecuadoriana Angie Palacios.